# Ритерсдорф (Тирингија)
Ритерсдорф (њем. Rittersdorf) општина је у њемачкој савезној држави Тирингија. Једно је од 75 општинских средишта округа Вајмарер Ланд. Према процјени из 2010. у општини је живјело 264 становника. Посједује регионалну шифру (AGS) 16071079.

## Географски и демографски подаци
Ритерсдорф се налази у савезној држави Тирингија у округу Вајмарер Ланд. Општина се налази на надморској висини од 458 метара. Површина општине износи 8,8 km². У самом мјесту је, према процјени из 2010. године, живјело 264 становника. Просјечна густина становништва износи 30 становника/km².